# New Radnor

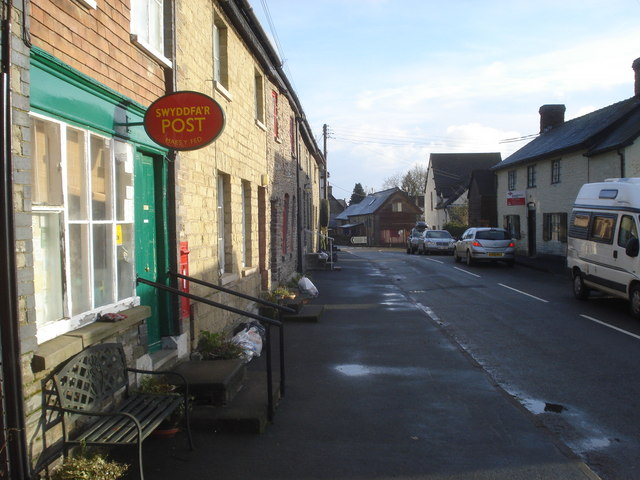
Oficina de correos de New Radnor.

New Radnor (galés: Maesyfed) es un pueblo en el este del condado galés de Powys, al lado de la carretera A44 y el Arroyo Summergill. Según el censo de 2001, su población es 410 (205 hombres, 205 mujeres) en 192 casas.
New Radnor fue fundado como reemplazo para Old Radnor, un otro pueblo más al este. New Radnor fue construido como un pueblo amurallada, con calles en cuadras. New Radnor era la capital del condado histórico de Radnorshire hasta su disolución en 1974, pero debido a su talla pequeña, la sede justicial estaba en Presteigne y el consejo estaba en Llandrindod Wells.